# Logan County (Arkansas)
Das Logan County ist ein County im US-Bundesstaat Arkansas. Der Verwaltungssitz (County Seat) ist Paris.

## Geographie
Das County liegt im mittleren Nordwesten von Arkansas, ist im Osten etwa 60 km von Oklahoma entfernt und hat eine Fläche von 1895 Quadratkilometern, wovon 56 Quadratkilometer Wasserfläche sind. Es grenzt an folgende Countys:
| Franklin County  | Johnson County | Pope County |
| Sebastian County |                |             |
|                  | Scott County   | Yell County |

## Geschichte
DaS Logan County wurde am 22. März 1871 aus Teilen des Franklin County, des Johnson County, des Pope County, des Scott County und des Yell County gebildet. Benannt wurde es nach James Logan (1791–1859), einem Pionier und späteren Abgeordneten der Arkansas General Assembly.

## Demografische Daten
Nach der Volkszählung im Jahr 2010 lebten im Logan County 22.353 Menschen in 8821 Haushalten. Die Bevölkerungsdichte betrug 12,2 Einwohner pro Quadratkilometer.
Ethnisch betrachtet setzte sich die Bevölkerung zusammen aus 93,2 Prozent Weißen, 1,3 Prozent Afroamerikanern, 1,1 Prozent amerikanischen Ureinwohnern, 1,6 Prozent Asiaten sowie aus anderen ethnischen Gruppen; 1,8 Prozent stammten von zwei oder mehr Ethnien ab. Unabhängig von der ethnischen Zugehörigkeit waren 2,3 Prozent der Bevölkerung spanischer oder lateinamerikanischer Abstammung.
In den 8821 Haushalten lebten statistisch je 2,56 Personen.
24,1 Prozent der Bevölkerung waren unter 18 Jahre alt, 58,9 Prozent waren zwischen 18 und 64 und 17,0 Prozent waren 65 Jahre oder älter. 50,3 Prozent der Bevölkerung war weiblich.
Das jährliche Durchschnittseinkommen eines Haushalts lag bei 32.827 USD. Das Prokopfeinkommen betrug 18.924 USD. 20,7 Prozent der Einwohner lebten unterhalb der Armutsgrenze.

## Kultur und Sehenswürdigkeiten

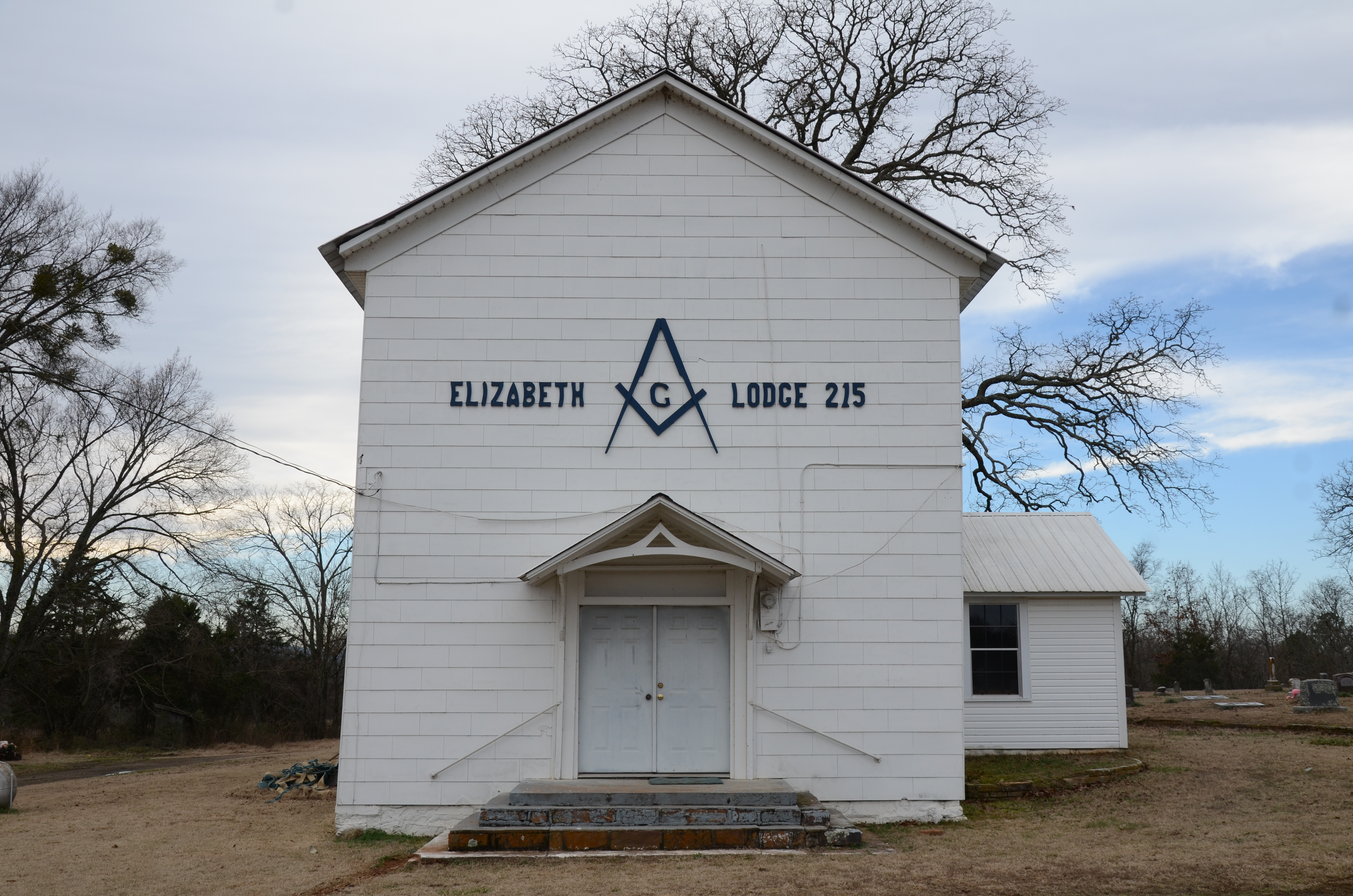
Elizabeth Hall (2014). Dieser 1867 erbaute Freimaurertempel wurde im Mai 1976 als erstes Objekt des County im NRHP eingetragen.

44 Bauwerke, Stätten und historische Bezirke (Historic Districts) des Countys sind im National Register of Historic Places („Nationales Verzeichnis historischer Orte“; NRHP) eingetragen (Stand 20. Mai 2022), darunter die beiden Gerichts- und Verwaltungsgebäude des County, mehrere Gefängnisse, Kirchen und Brücken sowie der Paris Commercial Historic District.

## Orte im Logan County
Citys
- Booneville
- Magazine
- Paris
- Ratcliff
- Scranton

Towns
- Blue Mountain
- Caulksville
- Morrison Bluff
- Subiaco

Census-designated place (CDP)
- New Blaine

Unincorporated Communitys
- Carolan
- Delaware
- Corley
- Midway
- Prairie View

Weitere Orte
- Barber
- Carbon City
- Chismville
- Cotton Town
- Driggs
- Dublin
- Echo
- Golden City
- Gay Rock
- Grayson
- Ione
- Johnson
- Kalamazoo
- Liberty
- Lucas
- Mixon
- Plainview
- Pleasant Hill
- Riverside
- Roseville
- Sand Ridge
- Shady Grove
- Sugar Grove
- Tate
- Tokalon
- Union

Townships
- Barber Township
- Blue Mountain Township
- Boone Township
- Cane Creek Township
- Cauthron Township
- Clark Township
- Delaware Township
- Driggs Township
- Ellsworth Township
- Johnson Township
- Logan Township
- Mountain Township
- Petit Jean Township
- Reveilee Township
- River Township
- Roseville Township
- Shoal Creek Township
- Short Mountain Township
- Six Mile Township
- Sugar Creek Township
- Tomlinson Township
- Washburn Township